# برونو رودريغوس (لاعب كرة قدم مواليد 2001)
برونو رودريغوس هو لاعب كرة قدم برتغالي، ولد في 8 يونيو 2001 في باريرو في البرتغال.

## وصلات خارجية
- برونو رودريغوس (لاعب كرة قدم مواليد 2001) على موقع قاعدة بيانات كرة القدم.إي يو (الإنجليزية)
- برونو رودريغوس (لاعب كرة قدم مواليد 2001) على موقع Soccerway.com (الإنجليزية)